# Люцина Герц
Люцина Герц  власне ім'я Ноемі (народилася 12 березня 1917 р. у Варшаві, загинула 22 жовтня 1944 р. В Отвоці) - підпоручниця Польської народної армії, учасниця боїв на плацдармі Варка-Магнушевська та поблизу Варшави, нагороджена орденом Virtuti Militari та Хрестом Хоробрих.

## Автобіографія
Люцина Герц була дочкою Петра (власника ремісничої майстерні в Отвоці). У старшій школі вона була членом таємної молодіжної організації "Піонер". В Отвоці вона відвідувала приватну гімназію. У 1933 р. вона завершила середню освіту, а в 1935 р. розпочала навчання на математико-природничому факультеті Варшавського університету, де вступила до організації «Życie». З 1937 року вона вивчала хімію в Парижі у Сорбонні. Вона брала участь в організації матеріальної допомоги для республіканців Іспанії. Люцина приїхала до Польщі влітку 1939 року на відпочинок і була тут, коли почалася війна. Восени того ж року вона виїхала до Львова, вступила до комсомолу і продовжила навчання у Львівській політехніці, беручи активну участь у діяльності студентського комітету.
У червні 1941 року вона покинула окупований СРСР Львів і направилася на схід. Два роки вона подорожувала по СРСР, заробляючи на життя різними професіями, в т.ч. як медсестра, працівник ферми, рибалка та працівник хімічної промисловості. Наприкінці 1943 року вона приєдналася до сформованої 3-ї Поморської піхотної дивізії імені Ромуальда Травгута 1-ї польської армії, в якій вона спочатку служила інструктором з пропаганди полку. За її власним бажанням її перевели до незалежного спеціального польського батальйону (де готували віяків для диверсійної роботи в тилу німецьких військ), де вона була інструктором з гірничої підготовки, а потім відправили на курс партизанських старшин.
15 травня 1944 р. у званні підпоручниці вона була включена до парашутної групи і потрапила в Люблінську область, де вступила до партизанського загону майора Чеслава Клима, що діяв у лісах Парчева. Після звільнення Люблінщини від нацистської окупації її перевели на службу до 9-го піхотного полку, в якому її призначили заступником командира роти фузилерів з політичних та освітніх питань. Вона брала участь у боях на плацдармі біля Варки та Магнушева, діючи в розвідувальних патрулях. Під час спроби переправитися через Віслу до Варшави від Саски Кемпи до Чернякова 17 вересня 1944 р. вона отримала важкі поранення в обидві ноги. Люцину доставили до хірургічної лікарні № 4 м. Отвоцк і ампутували обидві ноги. Померла воячка 22 жовтня 1944 р. і була похована у військовому кварталі на кладовищі Повозьких у Варшаві  (розділ В 6, ряд 7, площа 1).
Її ім’ям дали кілька шкіл різного типу, а також вулиці та площі - зокрема у Любліні на межі районів Броновіце та Фелін. У 2017 році постановою міської ради пов’язаною з попередньою поправкою до закону про заборону пропаганди комунізму, було змінено вулицю Люцини Герц (назва написана в такій формі) - ділянку від вул. до Вінсентего Вулиця Вітоза названа на честь Анни Валентинович, а Вінценті Вітос на Шлях мучеників Майданека імені Ханка Ордонівна.
Люцина Герц була посмертно нагороджена орденом Virtuti Militari та Хрестом Хоробрих та була підвищена до звання капітана.